# Roupeiro (casta)
Síria ou roupeiro é uma casta de uvas brancas autóctone de Portugal. É cultivada principalmente nas regiões de vinhos DOP do Alentejo, Ribatejo e Palmela, Porto, Douro, Beira Interior e Távora-Varosa.